# Scaled agile framework
Pour les articles homonymes, voir Safe.
Scaled Agile Framework, abrégé en SAFe, est un schéma d'organisation et de processus destiné à déployer à grande échelle les méthodes Agile et Lean. SAFe tente de répondre à la problématique des grandes organisations (entreprises ou administrations) qui souhaitent faire travailler ensemble plusieurs équipes Agile. SAFe vise également à déployer une culture et des pratiques Agile et Lean dans l'ensemble des strates de l'organisation, de la direction jusqu'aux développeurs. Il a été élaboré par des praticiens, en s'appuyant sur trois principaux corpus de connaissances : le développement agile de logiciels, le système de production lean et la pensée systémique.  

## Création et historique
Inspirées par la réussite de petites organisations (Spotify par exemple) qui dès leur création ont mis en place des structures et des processus Agile, de grandes organisations ont lancé des expérimentations du même type. Ces organisations ont été confrontées d'une part au manque de culture Agile de leur direction et d'autre part à la difficulté d'aligner les différentes équipes qui travaillent en mode Agile .
Scaled Agile Framework est le développement de concepts formalisés en 2011 par un entrepreneur américain, Dean Leffingwell.
Depuis, six versions successives ont été proposée par l'entreprise qui détient les droits sur la méthode.

## Principes et concepts du framework

### Principes du framework
SAFe se veut comme une prolongation d'une démarche Agile et Lean. En cela elle définit des principes sous-jacents aux rôles et aux pratiques du framework. Des mises en application de SAFe dans des organisations ont montré que leur assimilation par les participants à la démarche est un facteur-clé de succès. 

### Un modèle en couches
Dans sa version 4.6, les rôles, process et pratiques de SAFe sont répartis en 4 couches qui peuvent être combinées selon le contexte de déploiement :
- la couche Team regroupe les équipes travaillant en Agile et dont les itérations sont synchronisées
- la couche Program organise la synchronisation des équipes de la couche Team en les cadençant dans un Agile Release Train : une organisation virtuelle servant à produire un ou plusieurs produits livrables cohérents. À intervalles réguliers, l'ensemble des participants se réunit pour définir les objectifs communs à atteindre
- la couche Large Solution aligne plusieurs Agile Release Trains quand un seul ne suffit pas (au-delà de 120 à 150 personnes[5])
- la couche Portfolio permet d'embarquer les fonctions de planification stratégique de l'entreprise dans la démarche SAFe (budget, architecture...)

### Un modèle reconfigurable
Selon la maturité et la taille de l'organisation, le Scaled Agile Framework peut être déployé en différentes configurations :
- Essential est la configuration la plus basique : elle est uniquement composée de la couche Program et de la couche Team. Elle suffit pour synchroniser dans un Agile Release Train des équipes de réalisation fonctionnant en mode Agile
- Portfolio implique la direction dans la démarche Agile à l'échelle, en particulier à travers l'alimentation du Agile Release Train par un backlog d'éléments stratégiques. La configuration Portfolio tente aussi d'aligner les pratiques budgétaires de l'organisation sur les cycles itératifs de développements des projets dans SAFe
- Large Solution enrichit la configuration Essential pour synchroniser différents Agile Release Trains qui interagissent entre eux
- Full est composée de l'ensemble des couches du framework.

## Adoption et limites
SAFe est l'une des propositions pour déployer à grande échelle les méthodes Agile : il existe des alternatives telles que les frameworks Nexus de Scrum, Scrum de Scrums (en), LeSS (en) ou Disciplined agile delivery (en).
En 2018, SAFe est le framework le plus répandu d'après une enquête réalisée par l'éditeur d'un logiciel de gestion de projets. D'autres sources confortent également ce sondage. Cependant, SAFe a été critiqué pour son approche descendante qui retirerait une partie du pouvoir de décision aux équipes de réalisation.
La société Scaled Agile qui détient les droits du framework SAFe dispense des formations certifiantes génériques ou spécifiques.